# Do What U Want
Do What U Want е песен на американската певица Лейди Гага, с участието на Ар Кели, от третия ѝ студиен албум Artpop (2013). Песента е издадена като втори сингъл от албума, на 21 октомври 2013 г.
Песента получава положителни отзиви от музикалните критици. В класация за 100-ти най-добри песни на 2013 г. на списание „Ролинг Стоун“ Do What U Want заема 17-а позиция.
Песента достига първо място в Топ 40 на радио N-Joy.